# اسب سفید (ترانه تیلور سوئیفت)
اسب سفید (به انگلیسی: White Horse) ترانه‌ای از تیلور سوئیفت خواننده و ترانه‌سرای آمریکایی است.